# Wilhelm Heinrich Murschel
Wilhelm Heinrich Murschel (* 13. September 1795 in Stuttgart; † 17. Januar 1869 ebenda) war ein württembergischer liberaler Politiker.

## Leben
Nach dem Studium der Rechtswissenschaften an der Universität Tübingen arbeitete Murschel als Rechtsanwalt in Stuttgart. In Tübingen schloss er sich 1816 der Burschenschaft Arminia (später Germania) an.
Von 1833 bis 1838 sowie von 1847 bis 1849 gehörte Murschel der Zweiten Kammer des württembergischen Landtags als liberaler Abgeordneter an, von 1848 bis 1849 fungierte er als Präsident des Parlaments.
1847 war er Teilnehmer an der Heppenheimer Tagung. Anschließend gehörte er dem Vorparlament und dem Fünfzigerausschuss an. Vom 18. Mai 1848 bis zum 22. Januar 1849 gehörte er der Frankfurter Nationalversammlung als Abgeordneter für Balingen an. Murschel zählte zur Fraktion Westendhall.
Von 1856 bis 1861 war er erneut Abgeordneter im württembergischen Landesparlament.